# Pseudomastus deltaicus
Pseudomastus deltaicus är en ringmaskart som beskrevs av Capaccioni-Azzati och Martin 1992. Pseudomastus deltaicus ingår i släktet Pseudomastus och familjen Capitellidae. Arten har ej påträffats i Sverige. Inga underarter finns listade i Catalogue of Life.